# Vaala
Vaala este o comună din Finlanda.